# Julián Robledo
Julián Robledo Palacios (Mesegar de Corneja, 17 de agosto de 1887), fue un músico español, compositor del vals “Las tres de la mañana”. La grabación de este vals en 1922 logró un éxito de ventas de más de 3,5 millones de discos, y llegó a ser uno de los primeros veinte discos en toda la historia para alcanzar ventas de más de un millón de copias.

## Biografía
Nació en Mesegar de Corneja (Ávila), Castilla y León, España, y fue hijo de Ángel Robledo de Santiago y de Avelina Palacios Patón. En 1919 compuso el vals “Las tres de la mañana” y también fue compositor de tangos. Cuando el músico Genaro Espósito fue contratado por el sello Victor para grabar un disco en 1912, su primera grabación fue el tango "Ya vengo", de Julián Robledo.  “Chirulote”, "La Pianola" y "Golf" son otros tangos compuestos por Julián Robledo. “Las tres de la mañana” fue grabada por la orquesta típica de Enrique Rodríguez como un tango vals en 1946.
"Las tres de la mañana” ha sido catálogado como uno de los valses más destacados de toda la historia.
En 1940 falleció en Buenos Aires.